# 1959 no jornalismo
Nesta página encontrará referências aos acontecimentos directamente relacionados com o jornalismo ocorridos durante o ano de 1959.

## Eventos
- O jornal "Manchester Guardian" muda o seu nome para The Guardian.

## Nascimentos
| Data            | Nome              | Profissão                                         | Nacionalidade  | Observações | Ref |
| --------------- | ----------------- | ------------------------------------------------- | -------------- | ----------- | --- |
| 17 de fevereiro | Elia Júnior       | jornalista e apresentador de televisão            | Brasil         |             |     |
| 5 de março      | Milton Leite      | jornalista e locutor esportivo                    | Brasil         |             |     |
| 23 de março     | Henrique Cymerman | jornalista                                        | Portugal       |             |     |
| 13 de agosto    | Pedro Palma       | jornalista e foto-jornalista                      | Portugal       |             |     |
| 18 de outubro   | Mauricio Funes    | jornalista e presidente de El Salvador desde 2009 | El Salvador    |             |     |
| 1 de dezembro   | Candace Bushnell  | jornalista                                        | Estados Unidos |             |     |

## Mortes
| Data | Nome             | Profissão            | Nacionalidade | Observações | Ref |
| ---- | ---------------- | -------------------- | ------------- | ----------- | --- |
| ??   | Vicente Piragibe | jornalista e jurista | Brasil        | n. 1879     |     |